# Vaca de fogo

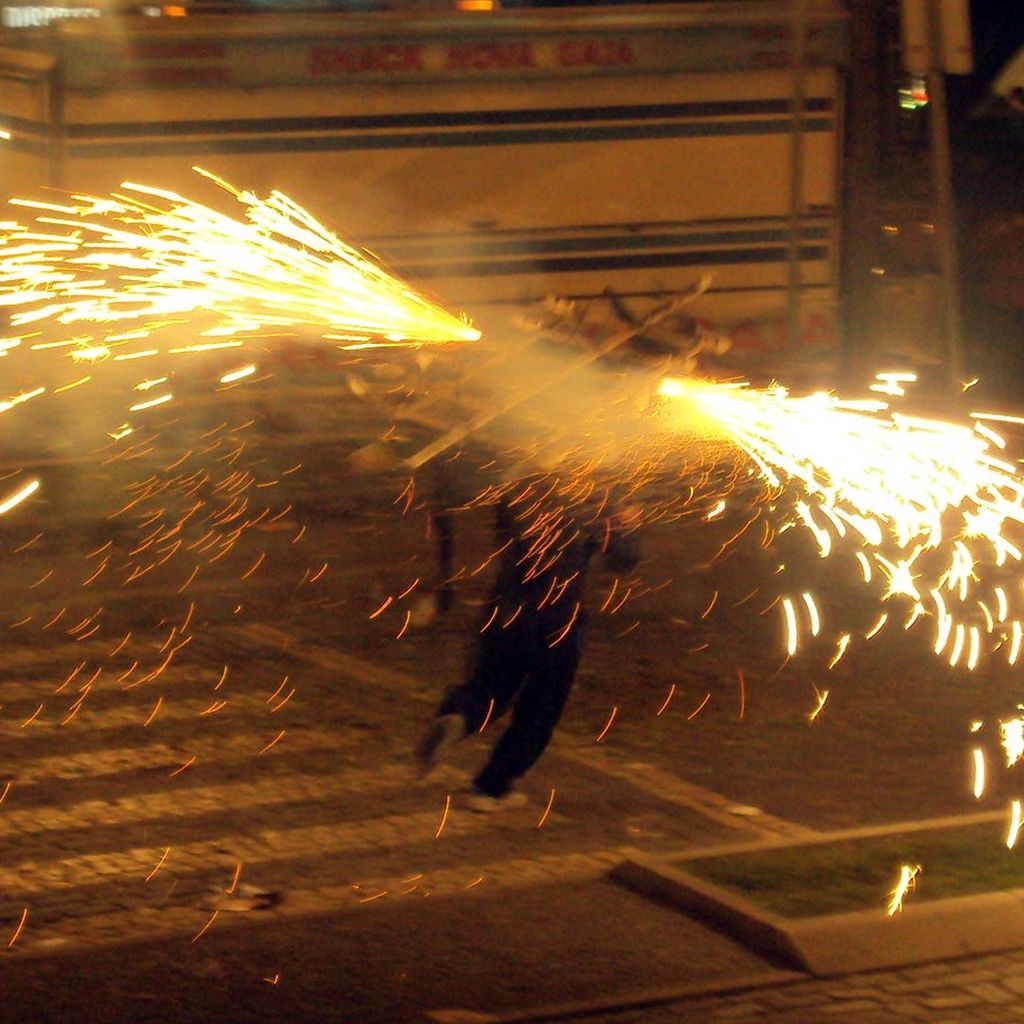
Sebastianas Freamunde Vaca de Fogo

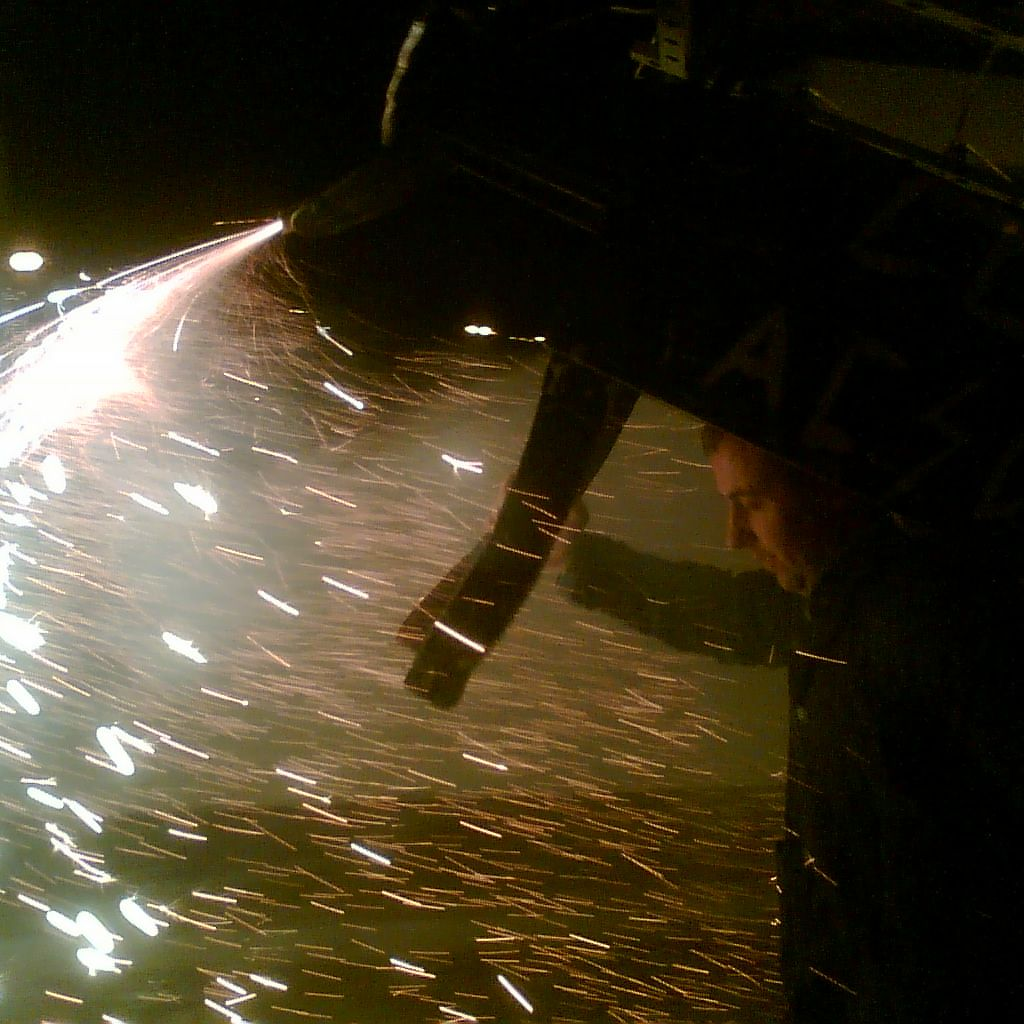
Sebastianas Freamunde Vaca de Fogo

A Vaca de Fogo é uma caixa pirotécnica em forma de vaca, que no dorso sustenta uma grelha a todo o comprimento com fogo e elementos de rabear (conhecidas por "bichas de rabear"), é carregada por um homem que a coloca às suas costas e percorre as ruas, com a "vaca" a disparar para todos os lados, foi uma tradição originalmente criada nas festas Sebastianas em Freamunde na década de 1900, trata-se de uma manifestação de natureza pagã, que com o decorrer do tempo foi sendo associada as festas da liturgia Cristã, tais como as que se realizam em honra de São Sebastião.

## Popularidade
É uma tradição popular em várias festas das cidades, vilas e aldeias do Norte de Portugal em maioria, sendo elas:
- Apúlia (Esposende) na Festa de Nossa Senhora da Guia, onde a vaca de fogo era conhecida também por "Vaca Santana"[5]. (até a década de 1990)
- Arentim (Braga) na Festa do Divino Salvador. (até 2017)
- Barqueiros (Barcelos) na Festa de Nossa Senhora da Necessidades. (até a década de 2010)
- Bitarães (Paredes) na Festa de Nossa Senhora dos Chãos. (até a década de 2010)
- Boelhe (Penafiel) na Festa de São Gens. (até 2016)
- Cambeses (Barcelos) na Festa de São Tiago. (até a década de 2010)
- Carvalhosa (Paços de Ferreira) na Festa de Nossa Senhora do Rosário (Rosarianas). (até a década de 2010)
- Cete (Paredes) na Festa de Nossa Senhora do Vale. (até a década de 2010)
- Cuba na Feira do Cante e das Tradições[6], ao contrário da maioria das localidades, esta encontra-se no sul do país. (apenas em 2017)[7]
- Cunha (Braga) na Festa de Nossa Senhora do Carmo. (até 2017)
- Cruz (Vila Nova de Famalicão) na Festa do Senhor dos Aflitos e do Padroeiro Santiago. (até a década de 2010)
- Figueiró (Paços de Ferreira) na Festa de Nossa Senhora de Todo Mundo. (até a década de 2010)
- Folgosa (Maia) na Festa de São Frutuoso. (até a década de 2010)
- Freamunde (Paços de Ferreira) na Festa de São Sebastião (Sebastianas). (da Década de 1900 até 2016 voltando em 2024)
- Infias (Vizela) na Festa de São João ou também conhecida "Festa dos Moços". (até 2018)
- Lixa (Felgueiras) na Festa de Nossa Senhora das Vitórias[8]. (até 2015)
- Lousada na Festa do Senhor dos Aflitos (Grandiosas). (até 2015)
- Malta (Vila do Conde) na Festa de Santa Apolónia. (até a década de 2010)
- Ourentã (Cantanhede) na Festa de Nossa Senhora da Nazaré[9], ao contrário da maioria das localidades, esta encontra-se no centro do país. (até a década de 2000)
- Regadas (Fafe) na Festa de São Francisco de Assis. (até a década de 2010)
- Regilde (Felgueiras) na Festa de Santa Comba. (até a década de 2010)
- Ribeira de Pena na Festa de Nossa Senhora das Angústias e do Divino Salvador. (até a década de 2010)
- Rio de Moinhos (Penafiel) na Festa de Senhor dos Remédios e na Festa de São Martinho e São Sebastião. (até 2016)
- São Romão do Coronado (Trofa) na Festa de Santa Eulália[10]. (até a década de 2010)
- Sobrado (Valongo) na Festa de São João. (até 2016)
- Trofa na Festa Nossa Senhora das Dores[11]. (até a década de 2000)

entre outras...

## História
É uma tradição muito antiga, no entanto perigosa, mas que tem perdurado. No final de cada noite das festas são lançadas uma série de vacas, uma de cada vez, na qual a multidão participa, perseguindo ou fugindo da vaca, aumentando a adrenalina de quem participa.
Com a conversão dos povos da Península Ibérica ao Cristianismo, estes ritos foram sendo incorporados nomeadamente nas festas são-joaninas ou juninas com as suas fogueiras, muito populares nomeadamente em Braga e no Porto. Em Espanha, a tradição da Vaca de Fogo toma a designação de “Toro de Fuego”, constituindo um número imprescindível nas festas populares que se realizam na região de Valencia. A tradição também apresenta surpreendentes semelhanças com a corrida da “Vaca das Cordas” que se realiza em Ponte de Lima, as corridas à corda dos Açores e as largadas de toiros que se realizam num pouco por todo o país.
Através do ritual do fogo, o homem celebra o renascimento da vida e do seu elemento purificador, normalmente associado com o solstício de verão ou seja, o momento em que o sol atinge o seu ponto mais alto no Hemisfério Norte, constituindo o dia mais longo do ano. Por seu turno, a vaca constitui um dos animais que se encontra simbolicamente associado aos ritos de fertilidade.
Os ritos pagãos celebram a ação criadora dos deuses, encarando a vida e a morte num ciclo ininterrupto de perpétuo renascimento, inscrevendo o solstício apenas como um local de passagem através do qual e por meio da ação purificadora do fogo, a vida renasce, é a ressurreição pagã!
A Tradição também foi popularizada pelo grupo musical “Madredeus” com a música "A Vaca de Fogo" lançado em 1987.

## Atualmente
A queima das vacas de fogo é proibida por lei, e não é feita por volta de 2015 e 2016 na maioria das festas que tradicionalmente o faziam. A proibição começou a ser feita na década de 2000 devido aos ferimentos que as vacas de fogo em alguns casos provocaram nas pessoas que assistiam esse espetáculo pirotécnico e também danos materiais, mesmo com a proibição grande parte das festas continuaram com a tradição, após a momento que as autoridades se retiravam no espaço festivo elas eram queimadas, mas com o aumento das queixas e feridos graves, houve um agramento das coimas aplicadas podendo levar mesmo a prisão.

Em 2024 aos poucos tem voltado a tradição das vacas de fogo nas localidade que o faziam anteriormente, mas agora sem as "bichas de rabear".